# برده‌زرد (کوه)
برده زرد یا در فارسی سنگ زرد یکی از کوه‌های شهرستان بوکان است که در چهار کیلومتری جنوب غربی بوکان و در کنار رود ته ته وو (سیمینه رود) واقع شده‌است. همچنین برده زرد نام یکی از روستاهای این شهرستان نیز است.
در بالای این کوه، آرامگاه کوه‌نورد بوکانی مقبل هنرپژوه قرارگرفته طبق وصیت‌نامه خودش محل دفن خود را کوه برده زرد تعیین کرده بود. کوه برده زرد در نزدیکی کوه برده‌رش قرار گرفته‌است و به مکانی تفریحی تبدیل شده‌است.